# Wildwood, Florida
Wildwood är en stad (city) i Sumter County, i delstaten Florida, USA. Enligt United States Census Bureau har staden en folkmängd på 7 043 invånare (2011) och en landarea på 93,1 km².